# Ab morgen sind wir reich und ehrlich
Ab morgen sind wir reich und ehrlich ist eine österreichisch-italienisch-deutsche Gangsterfilmkomödie aus dem Jahre 1976. Unter der Regie von Franz Antel spielen Arthur Kennedy, Curd Jürgens und Carroll Baker größere Gastrollen.

## Handlung
Michael „Mike“ Jannacone hat sich in seinen wohlverdienten Ruhestand in dem Abruzzen-Dörfchen Roccasecca zurückgezogen. Einst besaß er in den Vereinigten Staaten einen Ruf wie Donnerhall als allmächtiger Mafia-Pate. Nun will er in seiner alten Heimat Italien seinen Lebensabend genießen. Die Ausreise aus den USA gelang ihm nur deshalb, weil er belastende Tonbänder amerikanischer Politiker besitzt und er damit auch den derzeit im Präsidentschaftswahlkampf befindlichen Senator Shelton schwer belasten kann. Diese Bänder sind Jannacones Altersversicherung, sie lagern im Safe der Bank des Nachbarorts Roccafreddo. Nun ist Jannacone ein äußerst eitler Gangsterboss. Er hat seine Memoiren geschrieben, und seit ihm seine Geliebte Polly diesen Floh ins Ohr gesetzt hat, beabsichtigt Jannacone das in seinen Augen „großartige“ Leben als einstiger Kingpin verfilmen zu lassen – natürlich mit Polly in der weiblichen Hauptrolle. Für dieses kostenintensive Projekt benötigt Mike jedoch das nötige Kleingeld, und dazu soll ihm erneut Senator Shelton verhelfen. Noch nie sonderlich pingelig in der Wahl seiner Mittel, greift Jannacone zum altbewährten Mittel der Erpressung und versucht Shelton fortan unter Druck zu setzen. Um den Druck noch zu erhöhen, wird schließlich Sheltons Tochter Moira von einem örtlichen Kleinganoven „gekidnappt“.
Bald beginnen die Dreharbeiten. Während des Drehs von Jannacones erstem Banküberfall geschieht ein folgenschweres Malheur: Mario und Nino, zwei mäßig talentierte und ziemlich trottelige Nachwuchsdarsteller, kommen an den falschen Drehort. Sie haben Roccasecca mit Roccafreddo verwechselt und werden so ungewollt zu echten Bankräubern ganz ohne Filmcrew. Bei ihrem großen Fischzug erbeuten sie prompt Jannacones Altersversicherung, die Shelton belastenden Papiere. Das bleibt einigen echten Mafia-Gangstern nicht verborgen. Eine wilde Jagd nach den Papieren beginnt. Die echten Ganoven verlangen im Auftrag von Jannacones Nachfolger in den USA, sie sollen den retirierten Mafia-Paten kurzerhand umlegen. Jannacone wiederum jagt die beiden Bankräuber wider Willen, weil er seine „Lebensversicherung“ zurückhaben möchte. Nach zahllosen Wendungen und Verwechslungen bekommt Jannacone die Tonbänder wieder in seine Hände. Und Stuntman Nino fand im Chaos der Ereignisse auch noch Zeit und Gelegenheit, sich in Moira zu verlieben, die seine Gefühle sogar erwidert.

## Produktionsnotizen
Da Franz Antel mit einer Karriere in Hollywood liebäugelte, verhandelte er in Rom mit einer amerikanischen Verleihfirma und brachte nach mehreren Wochen einen vierzig Seiten langen Vertrag über einen zu drehenden Film zustande. Eine Klausel dieses Vertrages besagte, dass der Film original in englischer Sprache gedreht werden müsse. Ab morgen sind wir reich und ehrlich wurde 1975 in Italien gedreht. Die Atelieraufnahmen entstanden in Cinecittà. Antel-Geschäftspartner Carl Szokoll hatte die Herstellungsleitung. Beteiligte Produktionsfirmen kamen aus Deutschland, Österreich, Italien und Jugoslawien.
Die Uraufführung war am 2. April 1976 in Campione d’Italia, die deutsche Erstaufführung am 17. Juni 1977. Da jedoch zwei Rollen synchronisiert worden waren, wurde Antel von seinem amerikanischen Verleiher Vertragsbruch vorgeworfen, denn der Film sei nicht zur Gänze im Originalton gedreht worden. Die von Antel erwartete Amerika-Premiere fand nicht statt, womit sich auch die Hoffnungen auf eine Hollywood-Karriere zerschlugen.
Im Fernsehen wurde der Streifen auch unter dem Titel Die Mafia läßt schön grüßen ausgestrahlt.

## Kritiken
„Ein wirrer und wilder Klamauk ohne jegliche Qualität.“

„Coppolas ‚Der Pate‘ inspirierte Franz Antel zu einer Parodie auf Mafiafilme. Das Ergebnis ist eine seiner typischen Klamotten. (…) Fazit: Dieser Klamauk gehört einbetoniert und versenkt.“